# بولا كانيا
بولا كانيا (بالبولندية: Paula Kania) مواليد 6 نوفمبر 1992 في سوسنوفييتس، هي لاعبة كرة مضرب بولندية بدأت مسيرتها كمحترفة سنة 2008 تلعب باليد اليمنى وتحتل حالياً المرتبة 152 (8 فبراير 2016) في تصنيف رابطة محترفات كرة المضرب.

## روابط خارجية
- بولا كانيا على موقع رابطة محترفات التنس (الإنجليزية)
- بولا كانيا على موقع الاتحاد الدولي لكرة المضرب (الإنجليزية)
- بولا كانيا على موقع كأس بيلي جين كينغ (الإنجليزية)
- بولا كانيا على موقع خلاصة التنس.كوم (الإنجليزية)
- بولا كانيا على موقع إي إس بي إن.كوم (الإنجليزية)
- بولا كانيا على موقع أوليمبيديا (الإنجليزية)
- بولا كانيا على موقع اللجنة الأولمبية البولندية (مؤرشف) (البولندية)